# スペンサーの喫茶店
『スペンサーの喫茶店』（スペンサーのきっさてん）は、東海テレビほかで放送されたトーク番組。製作局の東海テレビでは1991年7月5日から1996年3月15日まで、毎週金曜 19:00 - 19:30 (JST) に放送。

## 概要
大島智子（現：大島さと子）と田中義剛が司会を務めたトーク番組で、彼女たちが毎回様々な芸能人たちを迎えてトークを繰り広げていた。大島と田中は架空の週刊誌『週刊ボストンクラブ』の記者とカメラマンで、ゲストへの取材をスタジオセットの喫茶店の中でするという設定で出演していた。喫茶店のウェイター役およびウェイトレス役は笑福亭晃瓶、庄野俊哉、加藤紀子、若杉南らが務めた。
番組は時間帯の移動などを経ることなく、4年半余りにわたって放送され続けた。最終回では、大島と田中がそれまで番組に迎えた総勢180組以上のゲストとのトークを振り返っていた。

## 出演者
- 大島智子（現：大島さと子）
- 田中義剛
- 笑福亭晃瓶
- 庄野俊哉（東海テレビアナウンサー）
- 加藤紀子
- 若杉南（当時Melody）
- ほか

## スタッフ
- 構成 - 宮田和実、玉丸美雪
- タイトル曲 - BANANA
- 美術進行 - 山内信夫
- セットデザイン -  伊藤哲郎
- 装飾 - 荻野実
- 大道具 - 村井靖徳
- SW - 馬渕英行
- カメラ - 佐藤茂
- VE - 巽好基、伊阪努
- 音声 - 後藤克樹、田名瀬真
- 照明 - 田辺英範、長原秀光、竹川博康
- VTR編集 - 寺田雅樹、田井直人
- 音響効果 - 吉田弘之
- タイトル - 水野邦夫
- CG - 山本まり子、SCG
- メイク - 新美かおり、冨田みゆき
- スタイリスト - プレスソニア
- 制作協力 - 東海テレビプロダクション、若尾綜合舞台、第一舞台、BBSテレビ、東海タイトル・ワン、東海サウンド
- 演出 - 小森景一郎、高木卓司
- 制作・著作 - 東海テレビ

## 放送局
ローカルセールス枠の番組だったため、ネット局の殆どは東海テレビから番販購入したものを時差ネットで放送していた。長野県と静岡県においてはフジテレビ系列局の長野放送とテレビ静岡で放送されていたが、首都圏と近畿地方においては本来ネットされるべきフジテレビや関西テレビではなく、独立UHF局で放送されていた。また、岡山県と香川県においては本来の岡山放送ではなく、日本テレビ系列局の西日本放送で放送されていた。